# Lietuvos geležinkeliai

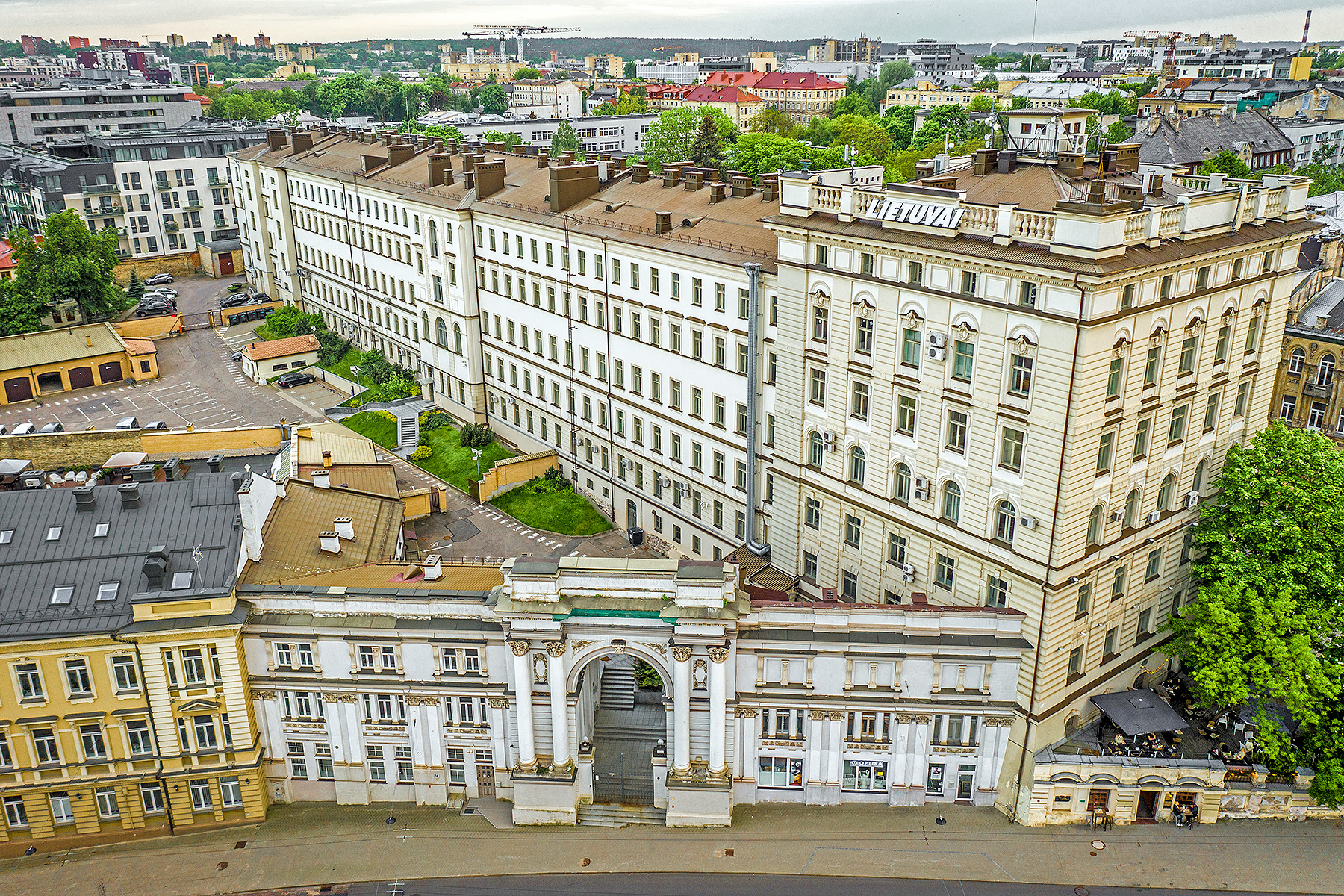
LG-Zentrale

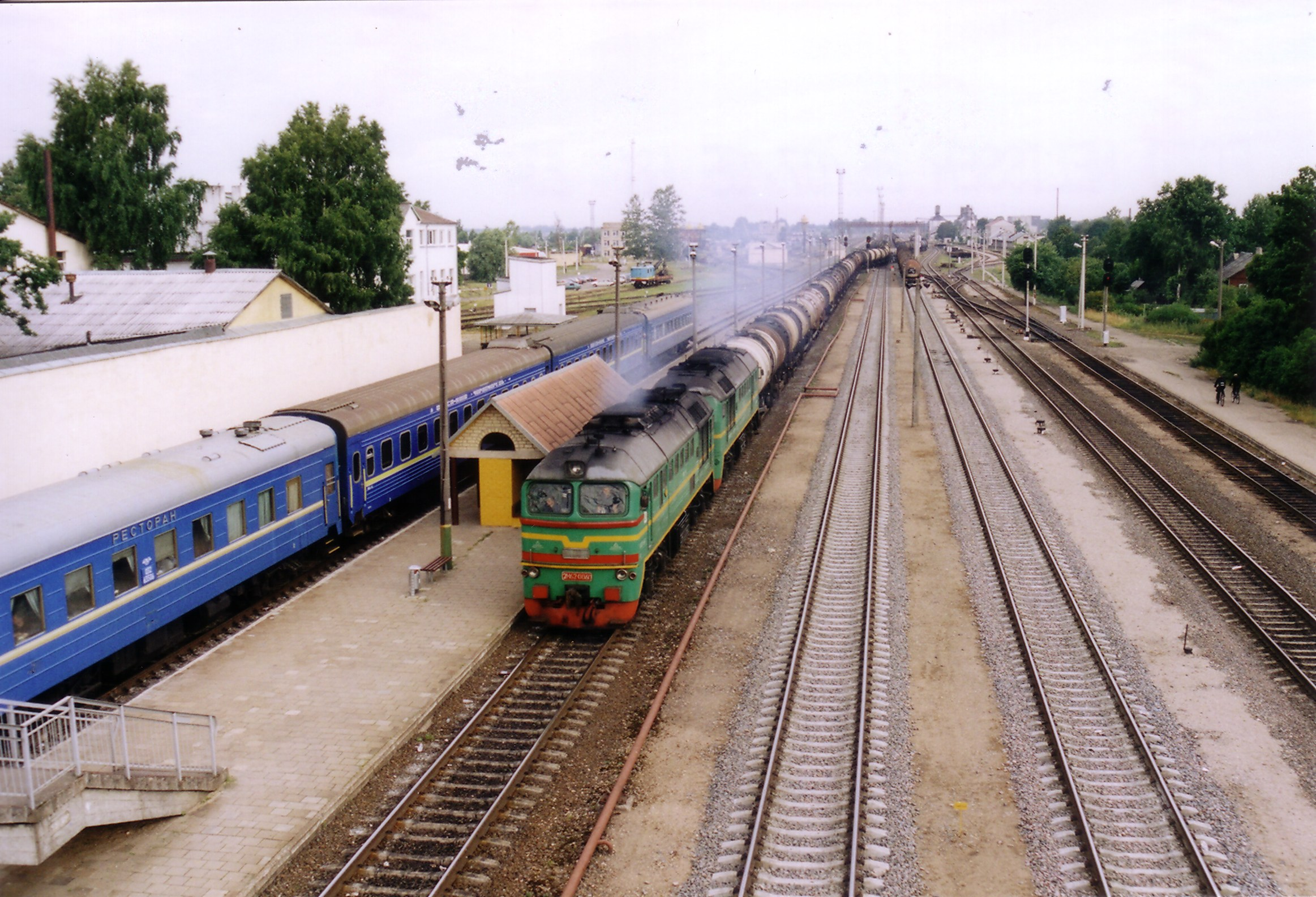
Diesellok 2M62 im Bahnhof Radviliškis (2005)

Lietuvos geležinkeliai (Ausspracheⓘ, Abk. LG bzw. seit 2020 LTG) ist ein Staatsbetrieb und die größte Eisenbahngesellschaft in Litauen. Sitz der LTG ist in Vilnius. Das staatliche Unternehmen SPAB Lietuvos geležinkeliai wurde am 24. Dezember 1991 registriert. 2012 erzielte das Unternehmen den Umsatz von 1,727 Mrd. Litas. In der Zeit der ersten litauischen Unabhängigkeit existierte von 1918 bis 1940 eine Vorgängergesellschaft unter dem gleichen Namen.

## Struktur
Die damalige LG wurde 2019 in verschiedene Teilgesellschaften aufgeteilt. Die wichtigsten davon sind (die Kennfarben in Klammern bilden die Landesfarben):
- LTG Link (rot)
- LTG Cargo (gelb)
- LTG Infra (grün)[4]
- Geležinkelio Tiesimo Centras[5]

## Verkehrsbedeutung
Die LTG besitzt heute eine große Bedeutung im Gütertransitverkehr und eine (zu Gunsten von Individualverkehr und Überlandbussen) stark nachlassende Bedeutung im Personenverkehr des Landes. Die LTG setzt heutzutage im Personenverkehr zunehmend Diesel- und Elektrotriebzüge (im Gegensatz zu den früher häufiger lokbespannten Zügen) ein. Internationale Züge sowie Züge an die Küste nach Klaipėda sind meistens diesellokbespannt.

### Eisenbahnnetz und Zugverbindungen

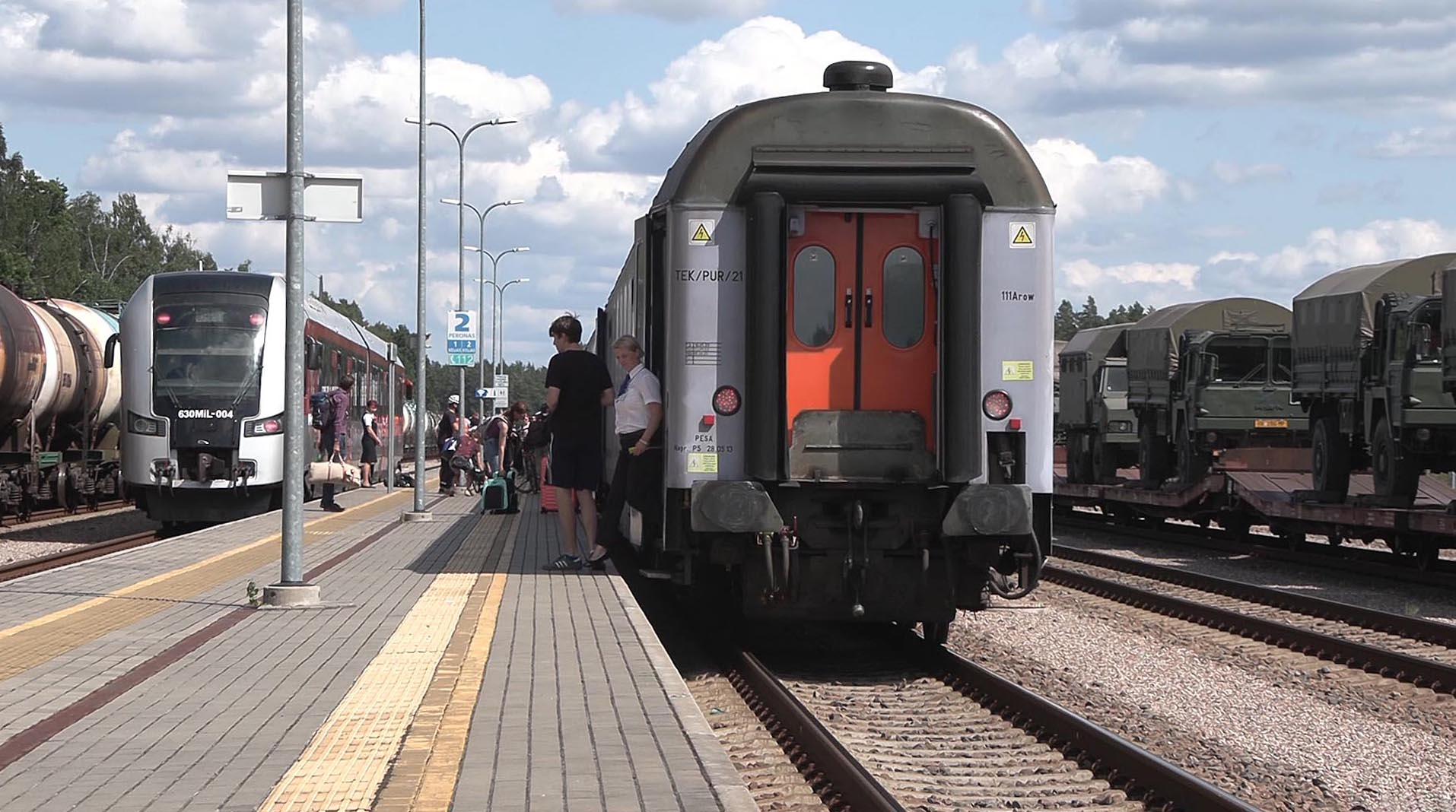
Die Fahrgäste der Verbindung Białystok–Kaunas mussten in Mockava den Zug wechseln. Juli 2023

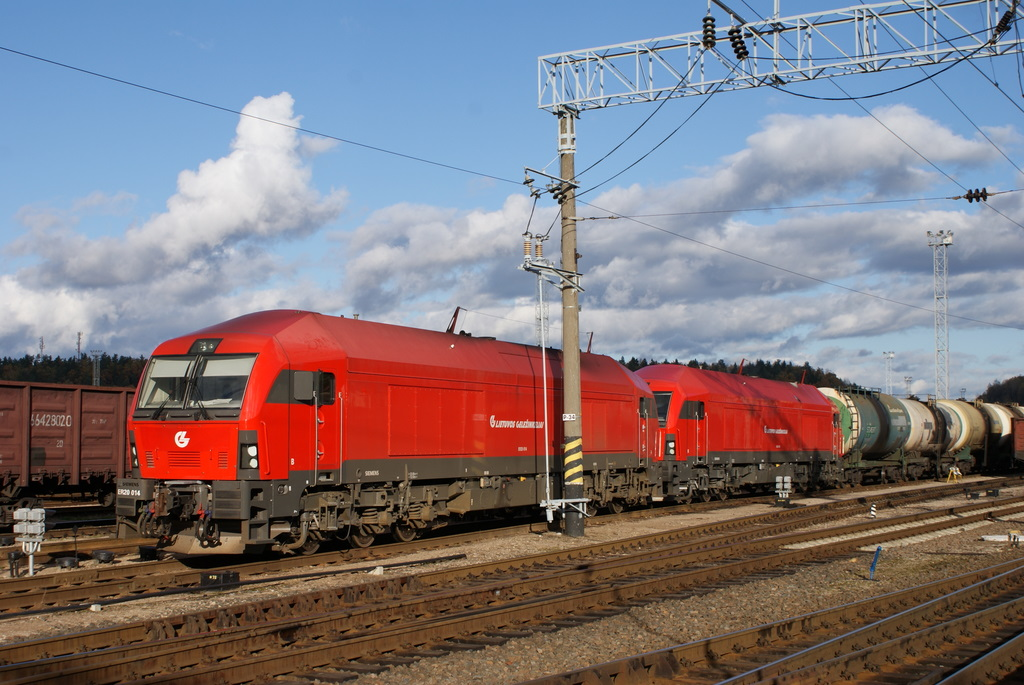
LG-Baureihe ER20 in Paneriai (2008)

Schwerpunkt des weitmaschigen Eisenbahnnetzes ist der Südosten des Landes. Rund um Vilnius und Kaunas existiert ein S-Bahn-ähnliches System von Vorortzügen. Internationale Verbindungen existieren mittlerweile wieder in fast alle Nachbarländer, wenn auch teilweise stark beschränkt (bspw. nach Polen nur einmal täglich). Ab Juni 2016 gab es direkte Zugverbindungen von Polen nach Litauen (Białystok–Kaunas), die aber wieder eingestellt wurde, da den polnischen Fahrzeugen die Zulassung für Litauen fehlte. Obwohl die Strecke bis Kaunas ein zusätzliches Normalspurgleis hat, muss in Mockava umgestiegen werden. Seit Dezember 2023 verkehrt wieder ein Direktzug von Vilnius über Šiauliai nach Riga, seit dem 6. Januar 2025 besteht eine durchgehende Verbindung zwischen Tallin und Vilnius mit einem täglich verkehrenden Zugpaar. Zunächst musste in Riga und Valga jeweils umgestiegen werden. Seit dem 10. Februar 2025 wird zwischen Vilnius und Valga durchgehend gefahren. Die Fahrzeit über die Gesamtstrecke beträgt etwa 10 Stunden. Bis 1998 verkehrte in dieser Verbindung der „Baltic Express“. Mit Fertigstellung von Rail Baltica soll der Verkehr auf diese Infrastruktur verlegt werden. Daneben war Litauen ein wichtiges Transitland für den Verkehr von Russland über Belarus (Minsk) nach Kaliningrad. Die Verbindung von Grodno/Hrodna nach Vilnius wurde hingegen an der Staatsgrenze gekappt.
Von Bedeutung ist außerdem der Gütertransitverkehr. Klaipėda ist ein wichtiger Erdölhafen, der zu einem Großteil durch die LTG versorgt wird. Im Jahr 2008 erwog eine grenznahe Erdölraffinerie der Firma Orlen ihren Frachtverkehr von Litauen nach Lettland zu verlagern und dafür die Dienste eines anderen Eisenbahnunternehmens in Anspruch zu nehmen. Daraufhin entfernte die LG im Oktober 2008 einen 19 km langen Gleisabschnitt der Bahnstrecke Jelgava–Mažeikiai. Orlen musste seither seinen Frachtverkehr über eine viel längere Strecke durch Litauen führen. 2017 verhängte die Europäische Kommission wegen dieser Behinderung des Wettbewerbs auf dem Schienengüterverkehrsmarkt gegen LG eine Geldbuße von 27,8 Millionen EUR.

### Transportleistung
Die Transportleistung der LG im Gütertransport lag 2004 bei 50 Mio. Tonnen, 2007 bei 53,5 Mio. Tonnen, wovon 38 % auf den Transitverkehr zwischen Russland und der Oblast Kaliningrad entfielen. Der Anteil am gesamten Güterverkehr konnte im gleichen Zeitraum von 33 % auf 44 % gesteigert werden. Der Marktanteil im Personenverkehr lag dagegen in den beiden Jahren nur bei etwa 2 %, die sich auf etwa 1 Mio. Fahrgäste im Fernverkehr und 6 Mio. im Nahverkehr verteilen.
2015 wurden 14,4 Mio. t lokale Güter, 20,61 Mio. t Importe, 4,09 Mio. t Exporte und 8,92 Mio. t Transitgüter transportiert.

## Triebfahrzeuge

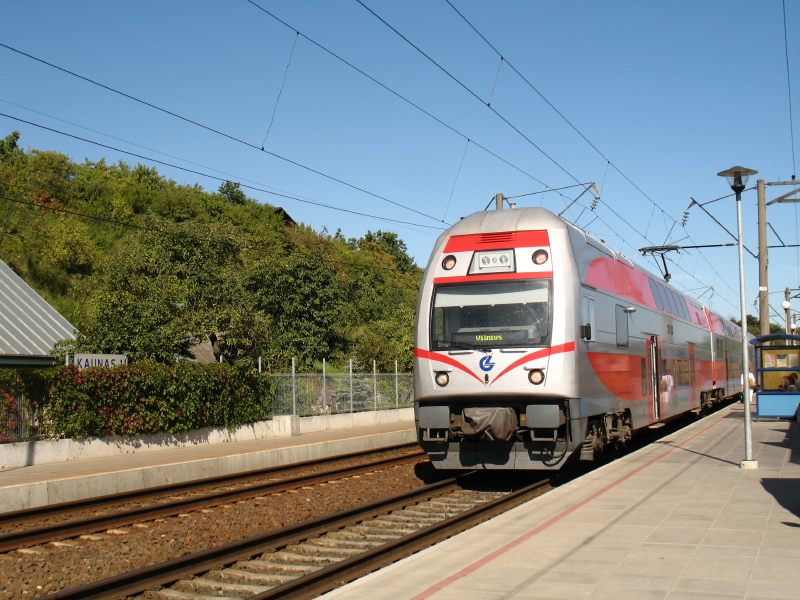
LG-Baureihe 575 bei Kaunas (2009)

Der Triebfahrzeugpark der LG bestand bei der Neugründung 1991 überwiegend aus Fahrzeugen sowjetischer Fabrikation, hinzu kamen Rangierloks aus der Tschechoslowakei und ungarische Dieseltriebwagen. Seit etwa 2000 begann die LG damit, ihren Triebfahrzeugpark durch Neubeschaffungen und Modernisierungen zu erneuern.
Im Sommer 2005 bestellte die LG bei Siemens Transportation Systems 34 neue sechsachsige dieselelektrische Lokomotiven, die auf der Eurorunner-2007-Plattform, Typenbezeichnung ER 20 CF, basieren. Die LTG übernahm dabei die Siemens-Typenbezeichnung als Baureihenbezeichnung. Die Überführung der ersten Lokomotive der neuen LG-Baureihe ER20 nach Litauen fand Anfang Oktober 2007 statt. Eine Option über weitere zehn Maschinen wurde ebenfalls eingelöst, sie kamen 2010 zur Auslieferung. Die Loks werden bislang nur im Güterverkehr eingesetzt, probeweise auch vor Schnellzügen. Neben den Neubeschaffungen wurden in erheblichem Umfang ältere Loks tschechischer und sowjetischer Produktion mit neuen Motoren modernisiert und teilweise mit neuen Aufbauten versehen.
Für den Personenverkehr beschaffte die LTG verschiedene neue Triebwagen. 1997 wurde durch die Rigaer Waggonfabrik ein Dieseltriebwagen der Baureihe AR2 geliefert. 2008 erhielt die LG von Škoda zwei der ČD-Baureihe 471 entsprechende, als Baureihe 575 bezeichnete Triebwagen für den Verkehr zwischen Vilnius und Kaunas. In den Folgejahren wurden weitere Triebwagen dieser Serie geliefert, mit Stand November 2017 verfügte die LG über insgesamt 13 dieser Doppelstocktriebwagen. Neben der wichtigen Strecke zwischen Vilnius und Kaunas werden sie auch im grenzüberschreitenden Verkehr nach Minsk eingesetzt. 2008 wurden vier Dieseltriebwagen des russischen Herstellers Metrowagonmasch als Baureihe 750.05 beschafft. Zehn Dieseltriebwagen von PESA der Baureihe 620M wurden 2009 und 2010 bestellt.